# Cheirostylis malleifera
Cheirostylis malleifera är en orkidéart som beskrevs av C.S.P.Parish och Heinrich Gustav Reichenbach. Cheirostylis malleifera ingår i släktet Cheirostylis och familjen orkidéer. Inga underarter finns listade i Catalogue of Life.